# Ćurkovica (Vranje)
Pour les articles homonymes, voir Ćurkovica.
Ćurkovica (en serbe cyrillique : Ђурковица) est un village de Serbie situé sur le territoire de la Ville de Vranje, district de Pčinja. Au recensement de 2011, il comptait 10 habitants.

## Démographie
| 1948 | 1953 | 1961 | 1971 | 1981 | 1991 | 2002 | 2011 |
| ---- | ---- | ---- | ---- | ---- | ---- | ---- | ---- |
| 200  | 197  | 170  | 139  | 73   | 31   | 13   | 10   |

|  |